# Deep Snow / 深雪
『Deep Snow / 深雪』（ディープスノウ/しんせつ）は、日本のヴィジュアル系ロックバンドであるメガマソが2013年12月11日にリリースした通算15枚目のシングルである。

## 解説
- メガマソ初の両A面シングルとなった本作は、「深雪」のMV制作に三重の人氏（千本桜などの動画制作担当）と市ノ瀬雪乃氏（聖槍爆裂ボーイなどのイラスト担当）が参加している。
- 公式サイトでは「雪で前に進めないあなたたちに贈る歌。絡み合う2曲から生まれる感情を隠してはいけない。」と紹介されている[1]。

## 販売形態
- Deep Snow / 深雪 初回限定盤A （CD+DVD）
- Deep Snow / 深雪 初回限定盤B （CD+DVD）
- Deep Snow / 深雪 通常盤 （CD）

## 収録曲

### 初回限定盤A
1. DeepSnow
  - 作詞・作曲：涼平
2. 深雪
  - 作詞・作曲：涼平
  - この曲はシングル発売に先立って、11月29日に涼平自身によってボーカルに初音ミクを使用したものがニコニコ動画上にアップされた[2]。
3. ~ocean light~No.2 (instrumental)

- DVD
  - 「DeepSnow」 (MV）
  - 「DeepSnow」 (MusicVideo Off Shot）

### 初回限定盤B
1. DeepSnow
2. 深雪
3. ~minimal bells~No.1 (instrumental)
4. ~深雪 (instrumental)

- DVD
  - 「深雪 」 (MV）
  - 「深雪 」 (おまけ映像）

### 通常盤
1. DeepSnow
2. 深雪
3. 粉雪多量摂取症
  - 作詞・作曲：涼平
  - この曲は本作が発売される前からライブでも演奏されていた曲だが、本作に収録されるまではライブでしか聴くことができなかった。